# La Pénitente juste
La Pénitente juste (The Fair Penitent en anglais) est une tragédie féminine réalisée par le dramaturge anglais Nicholas Rowe en 1703.

## Résumé
Calista est la fille de Lord Sciolto et la fiancée de Lord Altamont. On découvre le jour du mariage qu'elle a été séduite par Lothario : cela entraîne un duel entre le fiancé et le libertin, au cours duquel Lothario trouve la mort. 
La mort de Lothario provoque une émeute populaire, dans laquelle Sciolto reçoit une blessure mortelle. Calista, la « pénitente juste », se poignarde.

## Analyse
La Pénitente juste est une adaptation librement inspirée de la Dot fatale de Philip Massinger et Nathaniel Field. Le grand critique Samuel Johnson a rangé cette pièce parmi les tragédies les plus plaisantes jamais écrites en anglais. Il note en particulier que « l'histoire est domestique, assimilable à la vie quotidienne et donc aisément appréhendable pour l'imagination ; la diction est d'une harmonie exquise, tantôt douce ou vive selon l'occasion ». Le fameux personnage de Lothario est resté dans les mémoires comme l'incarnation archétypale de l'homme dissolu. On dit par ailleurs que le personnage de Calista aurait plus tard inspiré à Samuel Johnson celui de Clarissa Harlowe, tout comme Lothario aurait donné naissance à Lovelace. 

## Représentations
En France, la pièce est adaptée par Pierre-Antoine de La Place sous le titre Caliste ou la Belle pénitente et jouée huit fois en avril 1750 à la Comédie-Française, sans qu’apparaisse le nom de Rowe. En 1758, Charles-Pierre Colardeau en publie une nouvelle adaptation sous le même titre ; elle est créée à la Comédie-Française en novembre 1760 et connaît 13 représentations.